# Matsubarichthys
Matsubarichthys is een monotypisch geslacht van straalvinnige vissen uit de familie van fluweelvissen (Aploactinidae).

## Soort
- Matsubarichthys inusitatus Poss & Johnson, 1991